# موتاروتاسیون
موتاروتاسیون به معنای تغییر در چرخش نوری به دنبال تغییر در تعادل بین دو آنومر است که طی آن، مراکز فضایی (Stereocenter) به یکدیگر تبدیل می‌شوند. قندهای حلقوی به دنبال تبدیل متقابل فرم‌های آلفا و بتا دچار موتاروتاسیون می‌شوند. چرخش نوری یک محلول به چرخش نوری هر آنومر و نسبت آن‌ها در محلول دارد.
موتاروتاسیون به وسیله شیمیدان فرانسوی آگوستین پیر دوبرونفاو (A. P. Dubrunfaut) در سال ۱۸۴۶ کشف شد. او متوجه شد که چرخش ویژه محلول مائی قند با گذشت زمان تغییر می‌کند.

## اندازه‌گیری
آنومرهای α و β دیاسترئومر یکدیگر هستند و معمولاً چرخش ویژه متفاوتی دارند. یک محلول یا نمونه مایع از آنومر خالص α , نور قطبی شده سطحی را به میزان متفاوتی هم جهت یا در خلاف جهت آنومر خالص β دچار چرخش می‌کند. چرخش نوری محلول به چرخش نوری هر آنومر و نسبت آنها در محلول بستگی دارد.
به عنوان مثال اگر یک محلول از D-β-گلوکوپیرانوز در آب حل شده باشد، چرخش نوری ویژه آن برابر با ۱۸٫۷+ خواهد بود. به مرور زمان، بخشی از D-β-گلوکوپیرانوز دچار موتاروتاسیون شده و به D-α-گلوکوپیرانوز تبدیل می‌شود؛ که دارای چرخش نوری ۱۱۲٫۲+ است؛ بنابراین با تبدیل بخشی از فرم β به فرم α , چرخش محلول از ۱۸٫۷+ به میزان تعادلی ۵۲٫۵+ می‌رسد. مخلوط تعادلی شامل ۶۴ درصد D-β-گلوکوپیرانوز و ۳۶ درصد D-α-گلوکوپیرانوز است، اگرچه مقدار ناچیزی از فرم‌های دیگر، شامل فورانوزها و فرم زنجیره باز نیز وجود دارند.
چرخش نوری مشاهده شده، حاصل جمع چرخش نوری هر آنومر براساس میزان آن آنومر در محلول است؛ بنابراین می‌توان با استفاده از قطبیت سنج (polarimeter) چرخش یک نمونه را اندازه گرفت و سپس نسبت هر آنومر خالص را محاسبه کرد. می‌توان فرایند موتاروتاسیون در گذر زمان پایش کرد یا با مشاهده چرخش نوری و چگونگی تغییر آن، مخلوط تعادلی را تعیین کرد.

## مکانیسم عمل

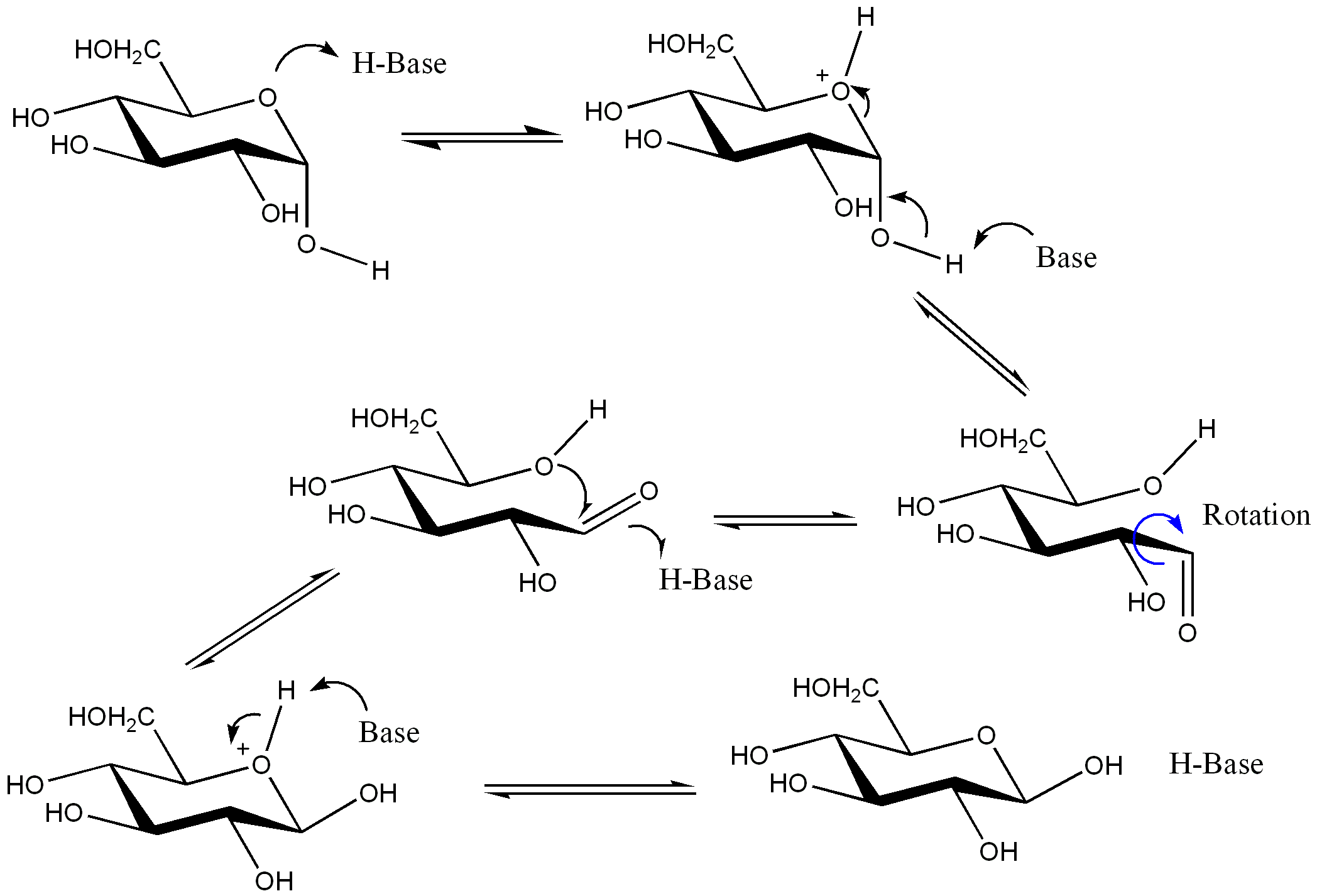
Reaction mechanism for the interconversion of α and β anomers